# Stendhal
Marie-Henri Beyle, s psevdonimom Stendhal, francoski pisatelj in diplomat, * 23. januar 1783, Grenoble (Daufineja), † 23. marec 1842, Pariz.
Marie-Henri Beyle je sprva delal kot uradnik v vojaški upravi, zlasti med rusko kampanjo v letu 1812. Pozneje je postal diplomat, postavljen za konzula v Trstu, nato v Civitavecchii.
Beyle, sam ljubitelj umetnosti, je s strastjo spoznaval Italijo, ki jo je odkril na pohodu z Napoleonovo vojsko in kasnejšim popotovanjem po njenem ozemlju. Začel je pisati eseje Histoire de la peinture en Italie (Zgodovina slikarstva v Italiji, 1817), Rome Naples et Florence (Rim, Neapelj in Firence, 1817), Racine et Shakespeare (Racine in Shakespeare, 1823), Vie de Rossini (Življenje Rossinija, 1823). Napisal je psihološki esej De l’amour (Od ljubezni, 1822), katerega je posvetil svoji nesrečni ljubezni do Matilde Dembowski Viscontini, kasneje se je posvetil pisanju romanov.
Z romani Le Rouge et le Noir (Rdeče in črno, 1830), La Chartreuse de Parme (Parmska kartuzija, 1839) in nedokončanim  Lucien Leuwen je postal skupaj z Balzacom, Hugojem, Flaubertom in Zolajem eden vodečih predstavnikov francoskega romana 19. stoletja. S svojo temeljito psihološko analizo karakterjev v romanih velja za enega najzgodnejših predstavnikov književnega realizma.
Beyle je za svoje romane uporabljal psevdonim Stendhal, katerega naj bi si po splošnem mnenju učenjakov sposodil od nemškega mesta Stendal, v čast rojstnemu kraju umetnostnega zgodovinarja in arheologa Winckelmanna (1717-1768).

## Dela

### Romani
- Armance (1827)
- Le Rouge et le Noir (Rdeče in črno, 1830)
- Lucien Leuwen (1835, nedokončana, izdana 1894)
- La Chartreuse de Parme (Parmska kartuzija, 1839)
- Lamiel (1839–1842, nedokončana, izdana 1889)

### Novele
- Le Rose et le Vert (1837, nedokončana, izdana 1928)
- Mina de Vanghel (1830, kasneje izdana v La Revue des Deux Mondes)
- Vanina Vanini (1829)
- Chroniques italiennes, (Italijanske kronike, 1837–1839)
  - Vittoria Accoramboni
  - Les Cenci (1837)
  - La Duchesse de Palliano
  - L'Abbesse de Castro (1832)

### Eseji
- Racine et Shakespeare (Racine in Shakespeare, 1825)

### Biografije
- Vie de Napoléon (Življenje Napoleona, 1817-1818, izdana 1929)
- Vie de Rossini (Življenje Rossinija, 1824)

### Avtobiografije
- Vie de Henry Brulard (Življenje Henrija Brularda, 1835-1836, izdana 1890)
- Souvenirs d'Égotisme (Egotistični spomini, izdana 1892)
- Journal (1801-1817)